# Пранделли, Чезаре
Кла́удио Че́заре Пранде́лли (итал. Claudio Cesare Prandelli; род. 19 августа 1957, Ордзинуови, Ломбардия) — итальянский футболист и футбольный тренер. Выступал на позиции полузащитника. Лауреат Международной премии Джачинто Факкетти (2009).

## Карьера игрока
Начинал карьеру в клубе «Кремонезе» в 1974 году. В 1978 году перешёл в «Аталанту», затем стал игроком «Ювентуса» в 1979 году. Отыграл в «Ювентусе» 6 сезонов и выиграл в составе этого клуба Серию А три раза. Вернулся в «Аталанту» в 1985 и в 1990 году там же закончил свою карьеру. Всего за ним числится 197 матчей в Серии А.

## Карьера тренера

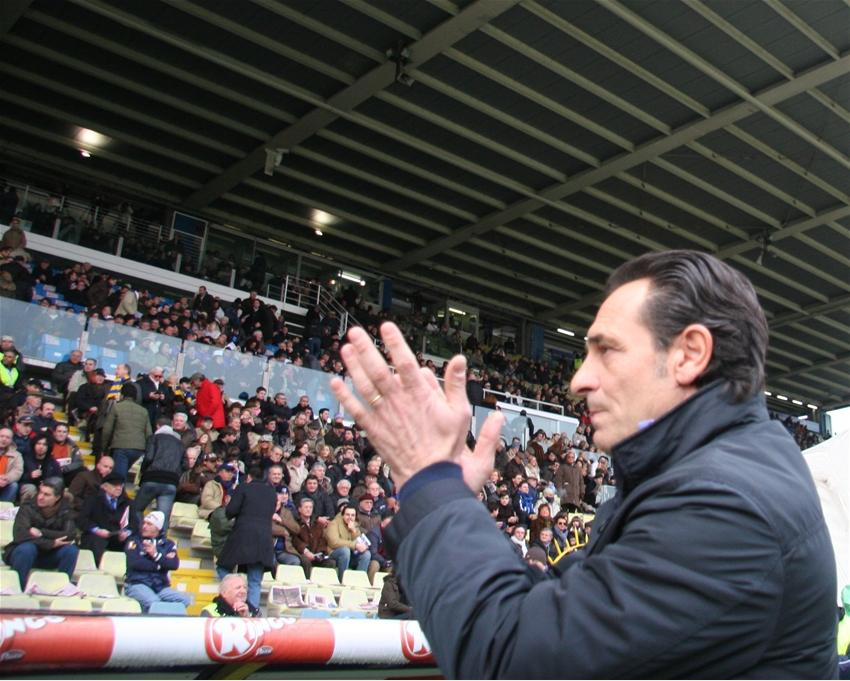
Пранделли в 2008 году

Пранделли начал карьеру менеджера в молодёжной команде «Аталанты». С юношеской командой «Аталанты» он добился прекрасных результатов с 1990 по 1997 год, особенно начиная с ноября 1993 по июнь 1997, когда он был временно исполняющим обязанности главного тренера в первой команде клуба. После неудачного сезона 1997/98 в Серии А, когда он возглавлял «Лечче» и был уволен в январе 1998 года, Пранделли возглавил «Верону» на два сезона, приведя клуб в Серию А, где на следующий год помог команде занять девятую строчку. Следующие два года являлся главным тренером «Пармы», возглавляя которую, достиг национальной известности.
Летом 2004 года, Пранделли был назначен тренером «Ромы», но в начале сезона 2004/05 он покинул клуб по семейным обстоятельствам (из-за тяжёлой болезни супруги). В сезоне 2005/06 он возглавил «Фиорентину», заменив на посту главного тренера Дино Дзоффа. В этом сезоне Пранделли вместе с командой добился больших успехов, заняв четвёртое место в чемпионате и попав в Лигу Чемпионов. В результате известного скандала кальчополи «Фиорентина» и «Ювентус» были лишены мест в Лиге чемпионов. В итоге команда Пранделли, в отличие от «Ювентуса», который опустили в Серию B, начала сезон 2006/07 в Серии А с пассивом в «-15» очков. 11 декабря 2006 года Чезаре Пранделли был назван лучшим тренером сезона 2005/06.
Несмотря на стартовое отставание от всех команд на 15 очков, Пранделли смог довести «Фиорентину» до шестого места в Серии А, квалифицировавшись в Кубке УЕФА на сезон 2007/08. Команда смогла дойти до полуфинала, где была остановлена шотландским «Рейнджерс». В сезоне 2007/08 «фиалки» смогли выиграть гонку за четвёртое место в Серии А у «Милана», получив право играть в Лиге чемпионов. В сезоне 2008/09 «Фиорентина» также заняла четвёртое место, опередив «Дженоа».
После чемпионата мира 2010 года в ЮАР возглавил сборную Италии вместо Марчелло Липпи. Контракт был подписан на 4 года. 1 июля 2010 года в пресс-центре римского Олимпийского стадиона состоялась презентация Пранделли в качестве наставника итальянской сборной. Итальянцы уверенно завоевали путевку на Евро-2012, не потерпев ни одного поражения и лишь два матча сыграв вничью. На турнире «Скуадра Адзурра» вышла из группы со второго места уступив первое лишь действующим чемпионам мира и Европы испанцам. В четвертьфинале Италия в серии пенальти повергла английскую сборную, а в полуфинале были обыграны немцы. В финале итальянцы уступили сборной Испании с разгромным счётом 0:4.
Пранделли руководил сборной и на чемпионате мира в Бразилии. В первом матче группового этапа итальянцы одолели сборную Англии (2:1), однако затем одинаковым счётом 0:1 проиграли костариканцам и уругвайцам, в результате чего заняли лишь 3-е место в группе не сумели пробиться в плей-офф. После этого Пранделли покинул пост главного тренера национальной команды.
8 июля 2014 года Пранделли возглавил турецкий «Галатасарай», подписав контракт на два года. 28 ноября 2014 года Пранделли уволен с поста главного тренера «Галатасарая». Вместо него стамбульский клуб возглавил Хамза Хамзаоглу. После этого Пранделли почти два года оставался без работы, несмотря на то, что его имя постоянно связывали с различными клубами.
1 октября 2016 года Пранделли вернулся к тренерской деятельности, возглавив неудачно начавшую сезон испанскую «Валенсию». Контракт рассчитан до 30 июня 2018 года. Однако улучшить результаты «летучих мышей» Пранделли не удалось, и, проработав в клубе всего три месяца, итальянец оставил свой пост.
20 мая 2017 года появилась информация о том, что Пранделли стал главным тренером «Аль Насра».
7 декабря 2018 года был назначен главным тренером «Дженоа».
9 ноября 2020 года был назначен главным тренером «Фиорентины». Контракт был подписан до конца июня 2021 года, однако уже в 23 марта тренер подал в отставку.
В июне 2025 года назначен координатором молодёжных сборных Италии от национальной федерации.

## Личная жизнь
Жена Мануэла скончалась от тяжёлой болезни 26 ноября 2007 года в возрасте 45 лет. Их брак длился более 20 лет. В матче «Фиорентины» и греческой команды АЕК 29 ноября ассистент Пранделли Гарбиэле Пин временно возглавил команду. На похоронах жены Пранделли игроки команды и его близкие друзья почтили её память.
Двое детей: сын Никколо (1984 года рождения) и дочь Каролина (1987 года рождения).

## Достижения

### В качестве игрока
«Ювентус»
- Чемпион Италии 1980/81, 1981/82, 1983/84
- Кубок Италии 1982/83
- Кубок обладателей кубков 1983/84
- Суперкубок УЕФА 1984
- Кубок европейских чемпионов 1984/85

### В качестве тренера
«Парма»
- Финалист Суперкубка Италии: 2002

 Сборная Италии
- Вице-чемпион Европы: 2012
- Бронзовый призёр Кубка конфедераций: 2013

### Личные
- Обладатель премии «Золотая скамья»: 2006, 2007
- Футбольный тренер года в Италии: 2009
- Международная премия Джачинто Факкетти: 2009